# 帕特里克·德维利耶
帕特里克·亨利·德维利耶（法語：Patrick Henri Devillers，1961年—）或称德维莱尔，另据新华社报道使用名称为德维尔，男，是一名常年居住在亚洲国家的法国公民。相关报道称之为法国建筑师。据有关消息披露，其与原中共中央政治局委员薄熙来之妻谷开来私交甚笃。2012年4月，作为杀害尼尔·海伍德的嫌犯被中国有关当局逮捕后，谷开来此前曾将60多亿美元非法转移到海外的事情浮出水面。为此北京政府开始追查与谷开来关系密切的德维利耶。他还协助参与了谷开来在法国尼斯地区的戛纳购置枫丹·圣乔治别墅一事。其在受到中国检察机关调查期间的交代作为证言，被公诉人出示在2013年8月23日薄熙来案的庭审过程中。

## 与谷开来的关系
1987年，德维利耶来到中国，进入上海同济大学学习中文和建筑，在此结识妻子关杰。关杰是关向应的侄孙女，亦是一位古筝演奏家，法籍华人。两人有一子关泰平，在法国出生。1992年，德维利耶和妻子定居大连。他与薄熙来家人熟识，其子薄瓜瓜称他为“德叔”。
1990年代起，德维利耶作为建筑师在大连参与大连市政府的城市规划工作。有分析指出，这是其与谷开来的最初渊源。2000年，德维利耶返回法国。妻子关杰仍留在大连。三年后，二人离婚。但在妻子关杰相关的报道中，则称她是2002年由法国回到大连，定居于此。
据日本《朝日新闻》报道，谷开来于2000年12月在英国开设了一家不动产开发公司，公司资料中登记了法国合伙人帕特里克·德维利耶的名字。此外，谷开来和德维利耶曾以二人名义在英国南部城市伯恩茅斯的一幢楼内租赁住宅并进行住宅登记。
关于谷开来和德维利耶二人的关系，英国《金融时报》曾报道称：“德维利耶（对我）说，他正和一名有个10几岁儿子的中国女性持续着一段复杂的恋情。”而该消息据称是由德维利耶身边的熟人提供的。两人的公司在薄熙来就任中国商务部部长（2003年6月）前8个月左右就关闭了，且该公司从未提交过财务报告。2005年，德维利耶在卢森堡成立了一家不动产投资公司，然而他在2007年到2010年期间曾经三次开出空头支票。

## 涉及薄熙来案

### 参与购置法国别墅
据2013年8月23日薄熙来案庭审上由公诉人出示的谷开来证言显示：在2000年，谷开来陪同其子薄瓜瓜在英国读书期间，德维利耶受托替谷寻找合适房源。并由德维利耶选定了位于法国尼斯戛纳的一栋别墅。为了购置别墅，2000年9月，谷开来与德维利耶通过网络注册在英属维尔京群岛成立了罗素地产公司，由于法律规定必须有两位股东，双方各持50%股权，但实际上由谷开来持有全部股权，德维利耶代为持有。该公司仅为购置别墅而设立，无其他业务。德利维耶与谷开来委托在加拿大注册的一家公司在法国投资成立的管理公司负责罗素地产公司的打理，谷开来享有重大事项决定权。利用加拿大与法国之间的税收优惠协定，该加方管理公司取得税收优惠。该管理公司成立于2001年6月，由加方母公司名义上100%控股，但该公司实际上注册资金来源于罗素地产。凭借德维利耶为法国公民会讲法语、办理相关事务较为便利的优势，谷开来委任德维利耶出任管理公司的经理人。随后，以该管理公司的名义购买了位于戛纳的别墅并负责别墅的经营与管理。购房款形式上是该管理公司从银行借贷支付，但贷款实为罗素地产存入银行的定额信托存款。由谷开来负责原则与具体架构设计，德维利耶负责操作。但购房款实际由大连实德董事长徐明支付。
2006年，谷开来意图将罗素地产的股份转让给徐明，但因相关税费问题未果。2007年，谷开来意图将其持有的50%股份转予另一位友人尼尔·海伍德代持，但未能成功。2011年。谷开来将其所持股份转予德维利耶代持。后要求德维利耶将罗素地产全部股份转予徐明女友、中国央视女主持人姜丰，但未能成功，德维利耶仍代谷开来持有罗素地产全部股份。

### 案发被捕
2012年6月，牵涉进薄熙来案的帕特里克·德维利耶在柬埔寨被警方逮捕，中华人民共和国政府提出引渡要求。据有关柬埔寨方面的新闻报道称，柬埔寨政府是按照中国方面的要求逮捕德维利耶的。法国政府对此表示关注，并要求柬埔寨政府对此做出解释说明。柬埔寨拒向中国引渡，法国政府也认为中国政府并没有提供任何证据足以引渡。法国《世界报》2012年6月20日以《薄熙来事件：巴黎要求对逮捕德维利耶做出澄清》为题发表报道，导语如下：
“柬埔寨当局在研究是否将帕特里克·亨利·德维利耶引渡到中国的问题。但是，柬埔寨方面星期三（2012年6月20日）强调，需要拿到证据才能答应中国的要求。柬埔寨内政部发言人乔·索菲克说，‘德维利耶在柬埔寨没有犯罪。假如没有明确的证据，他将获得释放。’”
同日，美国《纽约时报》刊登了记者基思·布拉德舍(Keith Bradsher)的长篇报道，讲述了德维利耶跟薄熙来之妻谷开来的神秘关系，以及德维利耶与中国政治的牵连：
2000年，谷开来在英国成立一家公司的时候，德维利耶是其商业伙伴，谷开来与他共用一个在英国的公司地址；
德维利耶与其父2006年在卢森堡成立一个房地产公司的时候，他也把谷开来在北京的律师事务所的地址列入他的公司登记文件之中；
德维利耶是在调查薄熙来事件的中共中央纪委书记贺国强访问柬埔寨首都金边不到一个星期之后被柬埔寨当局逮捕的。
据此，《纽约时报》猜测这一事态发展有可能导致进一步的外交摩擦。2012年7月18日，德维利耶随后自愿以证人身份前往中国接受聆讯。但德维利耶并没有在于安徽省合肥市中级人民法院开庭审理的谷开来案当场出庭作证，其下落不明。在2013年8月23日与中国山东省济南市中级人民法院公开审理的薄熙来案庭审现场，公诉人出示了德维利耶在接受调查期间的交代作为证言。

## 相关事件
- 海伍德死亡案
- 王立军事件
- 薄熙来事件